# Palau Savassona
El Palau Savassona és un edifici situat al carrer de la Canuda i la plaça de la Vila de Madrid de Barcelona, declarat bé cultural d'interès nacional. Actualment és la seu de l'Ateneu Barcelonès.

## Història

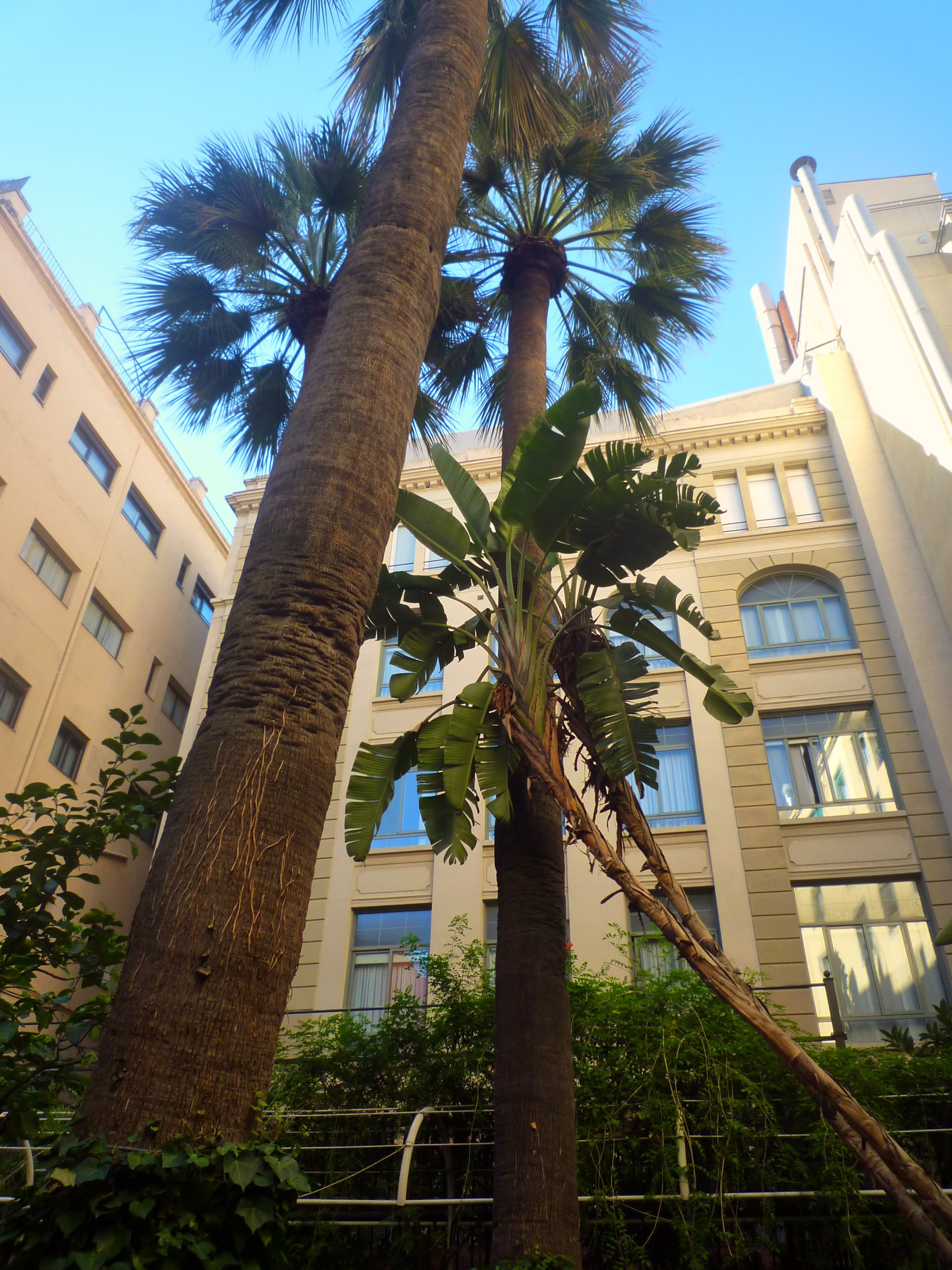
Jardí interior

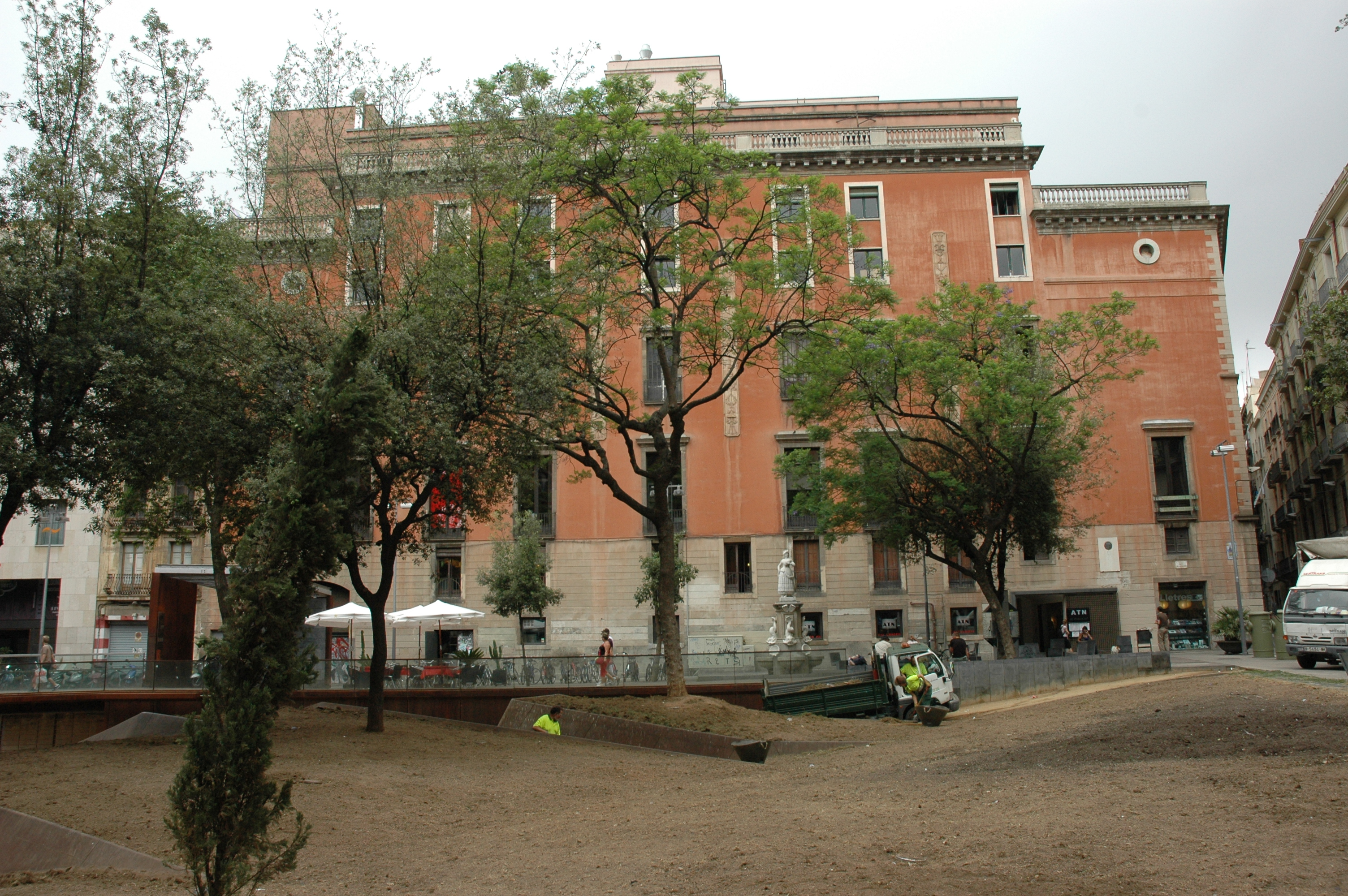
Façana de la plaça de la Vila de Madrid després de la intervenció d'Adolf Florensa

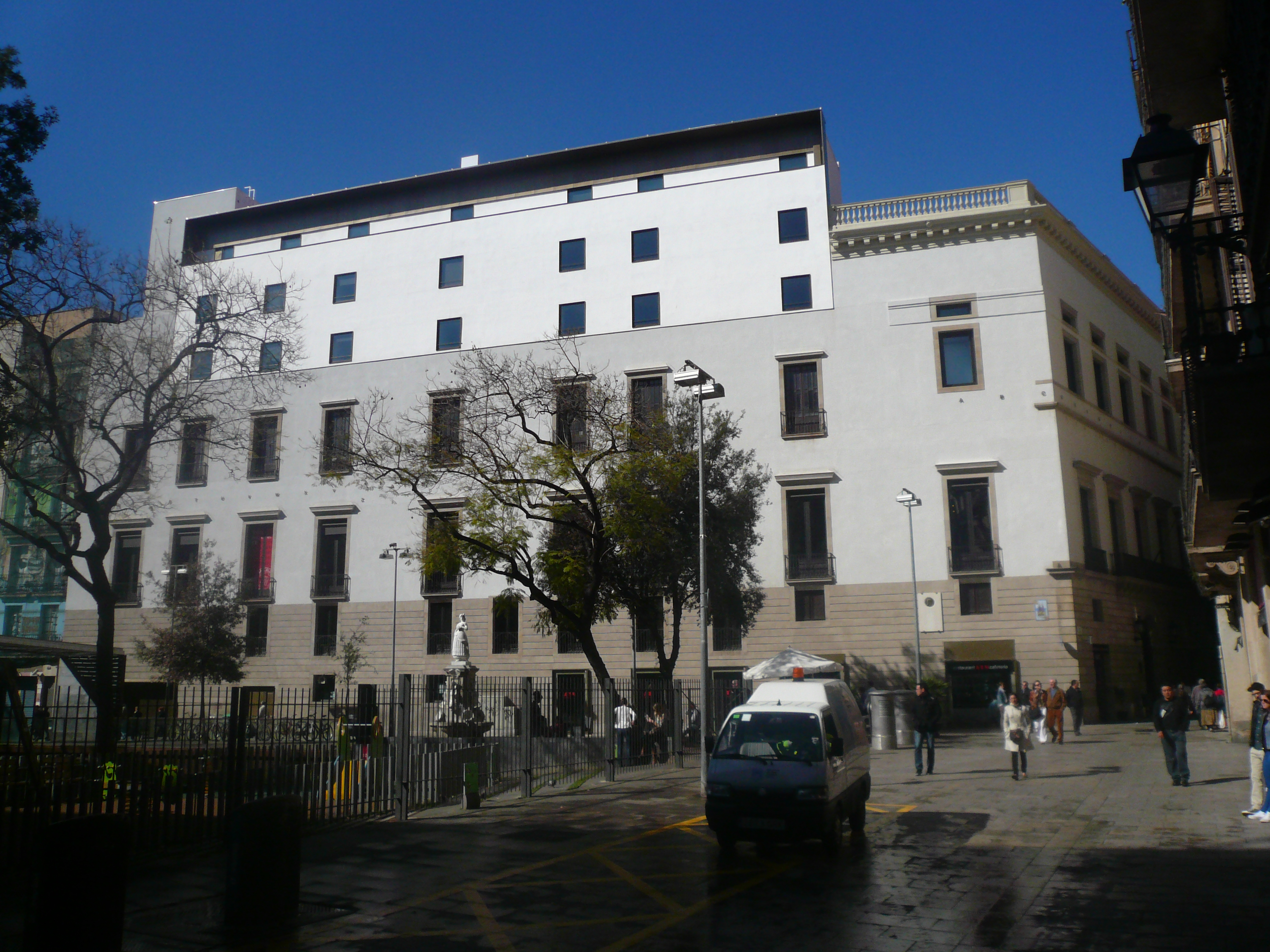
La mateixa façana després de la rehabilitació del 2010

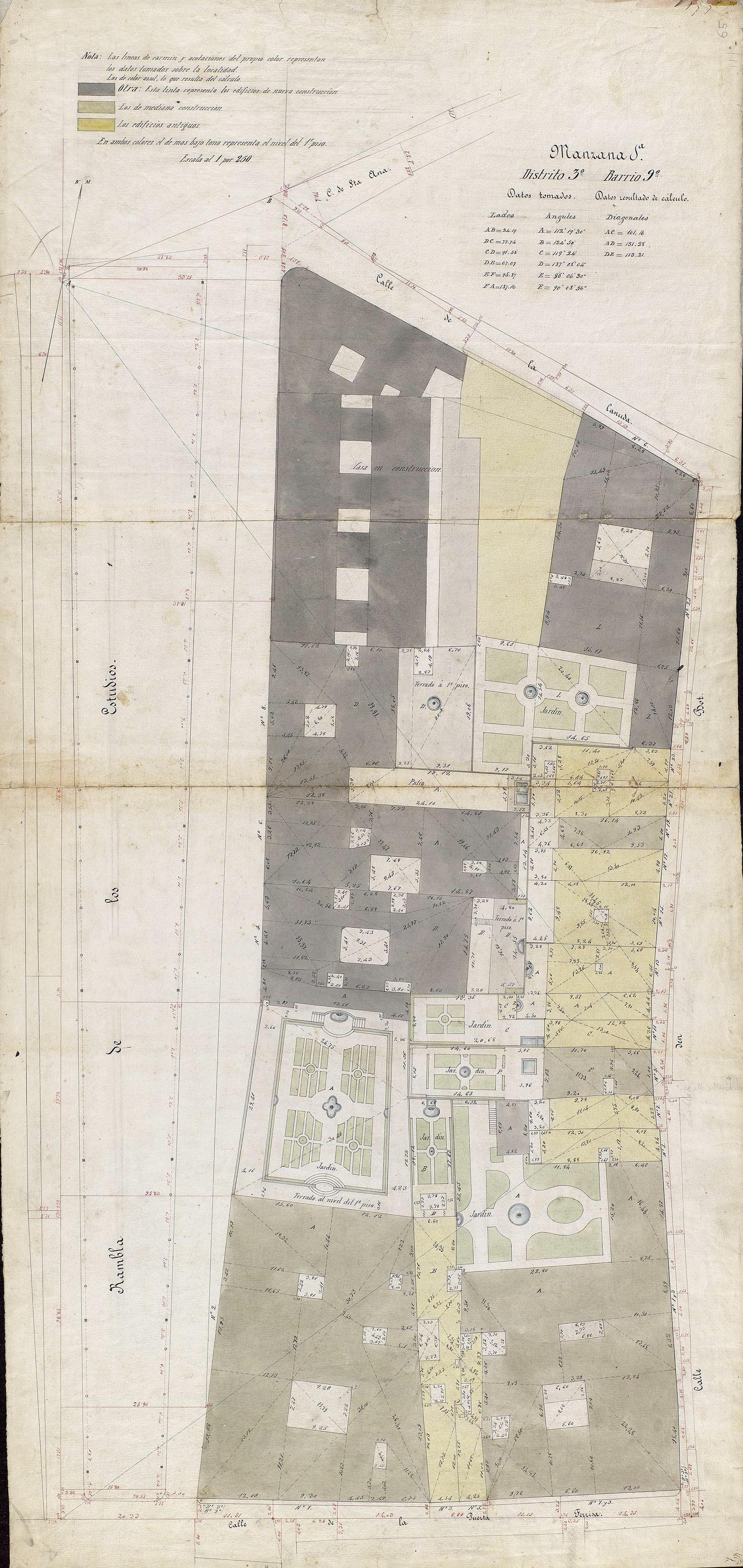
Quarteró núm. 65 de Garriga i Roca (c. 1860)

El 1776, Antoni de Ferrer-Llupià i de Brossa, baró de Savassona, va començar l'adquisició de diverses propietats als carrers de la Canuda i d'en Bot, i el 1782 va demanar permís per a enderrocar les construccions existents i reconstruir-les de nou amb planta baixa, entresol i dos pisos. A la seva mort el 1787, el seu fill i hereu Josep Francesc de Ferrer-Llupià i d'Ibáñez-Cuevas va continuar les obres i el 1796 va presentar el projecte de la nova façana al carrer de la Canuda, amb l'informe favorable del mestre d'obres municipal Pau Mas i Dordal.
El baró va morir sense descedència el 1826, i el palau va passar a mans de la seva vídua Maria Raimunda Desvalls i de Ribes (filla de Joan Antoni Desvalls i d'Ardena, marqués de Llupià, i de Teresa de Ribes i Olzinelles, marquesa d'Alfarràs), que morí el 1837. El 1846, els seus hereus de confiança el vengueren per 45.000 lliures als comerciants manresans Josep i Llogari Serra i Farreras, que acabaven d'heretar del seu cosí, l'indià Llogari Serra i Vilarmau. El 1859 i 1860, van adquirir a Maria Manuela de Peguera i Pedrolo, baronessa de Rocafort de Queralt, una parcel·la per a ampliar el jardí del palau, i la finca del carrer de la Canuda, 4. El 1864, adquiriren la casa núm. 23 del carrer d'en Bot i n'encarregaren la reforma a l'arquitecte Elies Rogent per a unir-la al palau..
El 1872, els germans Serra van repartir-se les propietats que tenien en comú, quedant-se Josep amb el palau, on vivia amb la seva esposa Carlota Quintana, que tenia dues filles del seu primer matrimoni amb Josep Ignasi Moragas: Consol (futura marquesa de Moragas) i Pilar de Moragas i Quintana (1824-1887), casada amb Francesc Parellada i Ribas. A la mort de Josep Serra el 1877, aquesta darrera heretà el palau, i va entaular un litigi amb la seva germana Consol, propietària de la finca veïna del núm. 4, per les servituds entre ambdues propietats, que fou resolt per un dictamen dels arquitectes nomenats per cada part: Elies Rogent i Leandre Serrallach.
A la mort de Pilar de Moragas, el palau va passar a mans del seu fill Juli Maria Parellada i de Moragas (1857-1909), que el 1905 el va vendre per 650.000 pessetes a l'Ateneu Barcelonès. El projecte de reforma per a instal·lar-hi la seva seu va ser encarregat el 1906 a l'arquitecte Josep Font i Gumà i el llavors estudiant Josep Maria Jujol, que va participar en les vidrieres per a les llibreries, portes, poms escales d'accés a les plantes i distribució d'espais. D'aquesta època cal destacar les pintures modernistes d'alguns sostres.
El 1967, l'Ateneu va encarregar a l'arquitecte Joan Bassegoda i Nonell la remunta de tres plantes a la banda de la nova plaça de la Vila de Madrid, dues de les quals serien destinades a les oficines del delegat de Ministeri d'Informació i Turisme i la tercera a l'entitat. Finalment, la reforma va ser duta a terme per Adolf Florensa, ajudat per Joaquim Datzira en la decoració, que el 1969 va dotar la nova façana d'un to vermellós, tot fusionant l'obra vella amb la nova.
El 2003, amb l'arribada d'Oriol Bohigas a la presidència de l'Ateneu, es van iniciar les obres de rehabilitació, que es van allargar durant més d'una dècada per motius pressupostaris. Se n'encarregaren els arquitectes Manuel Brullet i Mateu Barba, en col·laboració amb Jordi Garcés. Hi destaca la rehabilitació de la biblioteca (2007), finalista del Premi FAD d'interiorisme, on es recuperaren les pintures de Francesc Pla «El Vigatà», ocultes en intervencions anteriors. El 2008 es va recuperar l'escala de Jujol d'accés al principal, i el 2010 es va completar la rehabilitació de les façanes, eliminant l'estucat vermell de Florensa i substituint-lo per un de blanc. En els anys següents, es va completar la reforma d'altres espais, com la sala Pompeu Fabra (2014).

## Descripció
Es tracta d'una casa senyorial de finals del segle xviii amb accés pel carrer de la Canuda. L'edifici ha tingut grans transformacions volumètriques i d'organització, i de l'època original conserva l'entrada de carruatges, el pati amb escala coberta i diverses pintures de Francesc Pla «el Vigatà» que decoren els murs i sostres dels salons i la biblioteca. A la part posterior hi ha un jardí de regust romàntic, situat a nivell de l'entresòl.